# Flughafen Cluj

i8
i11
i13
Der Flughafen Avram Iancu, Cluj (rumänisch Aeroportul Internațional Avram Iancu Cluj (AIAIC),IATA-Code: CLJ, ICAO-Code: LRCL) ist ein Flughafen bei Cluj-Napoca (Klausenburg) in der Region Siebenbürgen in Rumänien. Er ist der drittwichtigste Verkehrsflughafen des Landes und liegt 9 km östlich der Stadt im Vorort Someșeni. Der Name "Avram Iancu" bezieht sich auf einen Revolutionär aus dieser Region im 19. Jahrhundert.
Bereits vor dem Zweiten Weltkrieg wurde der heutige Flughafen sowohl zivil als auch als Militärflugplatz der Rumänischen Luftstreitkräfte genutzt. Während des Zweiten Weltkriegs diente er von 1940 bis 1944 den Luftstreitkräften Ungarns, als dieser Teil Rumäniens zum damaligen Königreich Ungarn gehörte.

## Passagierzahlen
Die Passagieranzahl des Flughafens Avram Iancu in Cluj-Napoca stieg von 2001 bis 2015 um etwa 1648 %. 2017 verzeichnete der Flughafen 2,678 Millionen Passagiere.
| Jahr |                 |             |
| Jahr | Passagierzahlen | Entwicklung |
| ---- | --------------- | ----------- |
| 2017 | 2.699.286       | ▲+43,6 %    |
| 2016 | 1.884.645       | ▲+26,7 %    |
| 2015 | 1.487.603       | ▲+25,8 %    |
| 2014 | 1.182.047       | ▲+14 %      |
| 2013 | 1.036.438       | ▲+10,7 %    |
| 2012 | 932.000         | ▼−7,2 %     |
| 2011 | 1.004.555       | ▼−4,7 %     |
| 2010 | 1.029.507       | ▲+23,4 %    |
| 2009 | 834.400         | ▲+11 %      |
| 2008 | 752.181         | ▲+93 %      |
| 2007 | 390.521         | ▲+60 %      |
| 2006 | 244.366         | ▲+21 %      |
| 2005 | 202.556         | ▲+25 %      |
| 2004 | 162.668         | ▲+34 %      |
| 2003 | 121.037         | ▲+15 %      |
| 2002 | 105.091         | ▲+17 %      |
| 2001 | 90.128          | ▲+19 %      |

## Zwischenfälle
- Am 5. September 1986 verunglückte eine auf dem Flughafen Bukarest-Otopeni gestartete Antonow An-24RW der TAROM (Luftfahrzeugkennzeichen YR-AMF) bei der Landung auf dem Flughafen Cluj, als sie mit dem Bugfahrwerk zuerst aufgesetzt wurde, welches daraufhin zusammenbrach. Es kam zu einem Kurzschluss unter der Instrumententafel und Brand im Cockpit. Die beiden Flugbegleiterinnen konnten die 50 Passagiere evakuieren, jedoch war die dreiköpfige Cockpitbesatzung eingeschlossen und starb durch den Brand (siehe auch Flugunfall einer Antonow An-24 der TAROM am Flughafen Cluj).[4]